# فهرست شهرهای قاره آمریکای شمالی

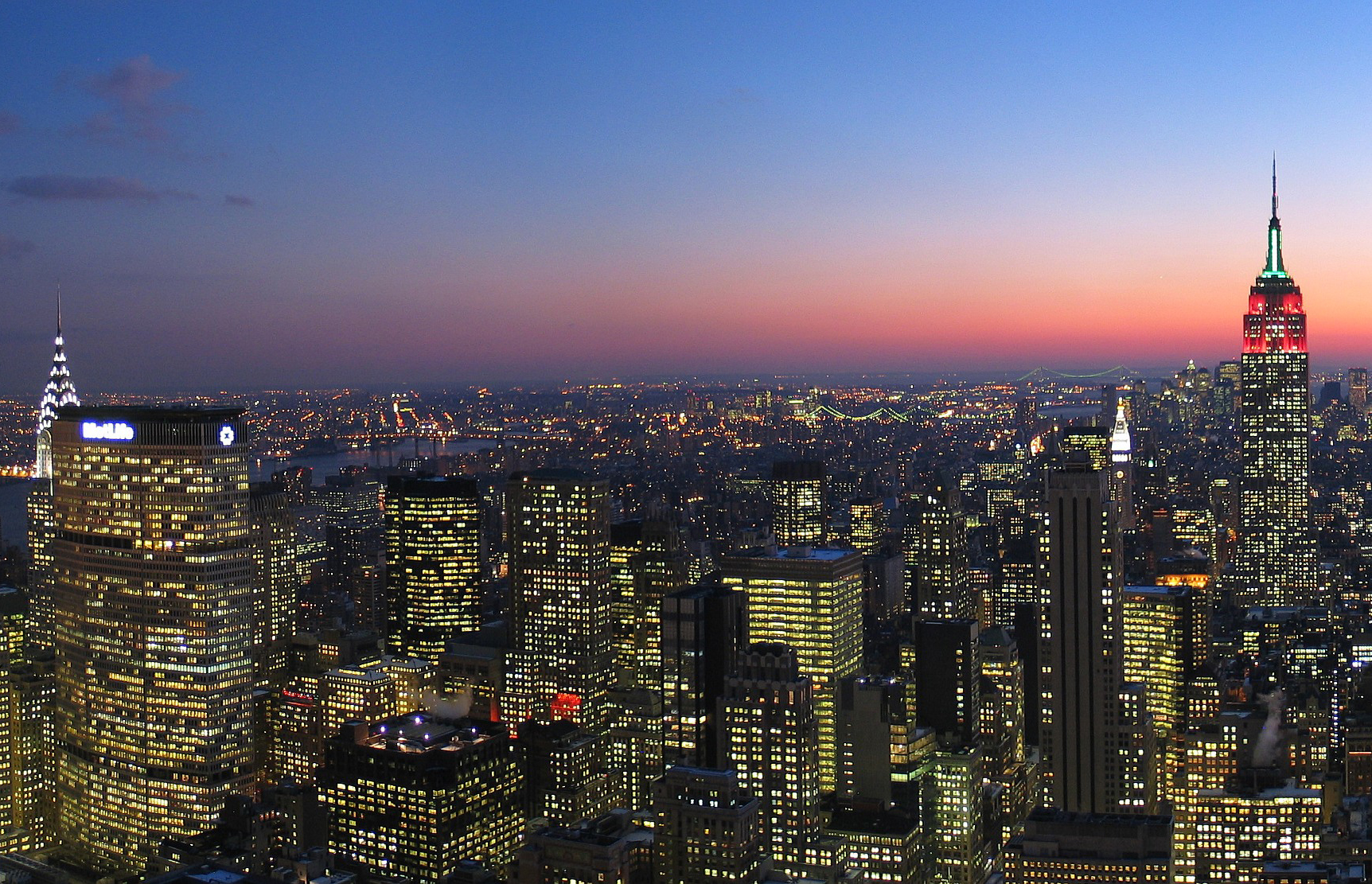
نیویورک دومین پر جمعیت قاره آمریکا.

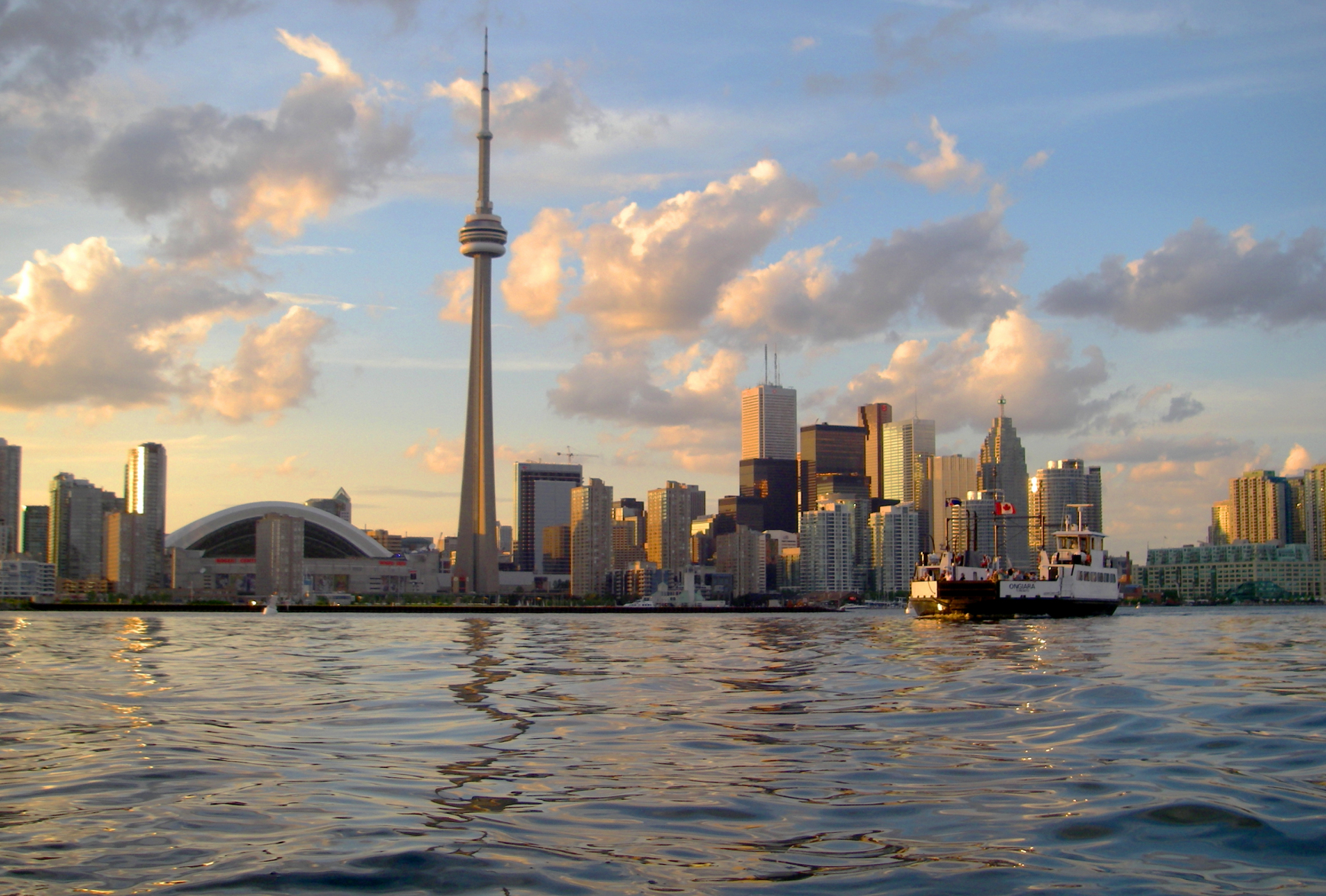
تورنتوپر جمعیت ترین در کانادا، و پانزدهمین در قاره آمریکا.

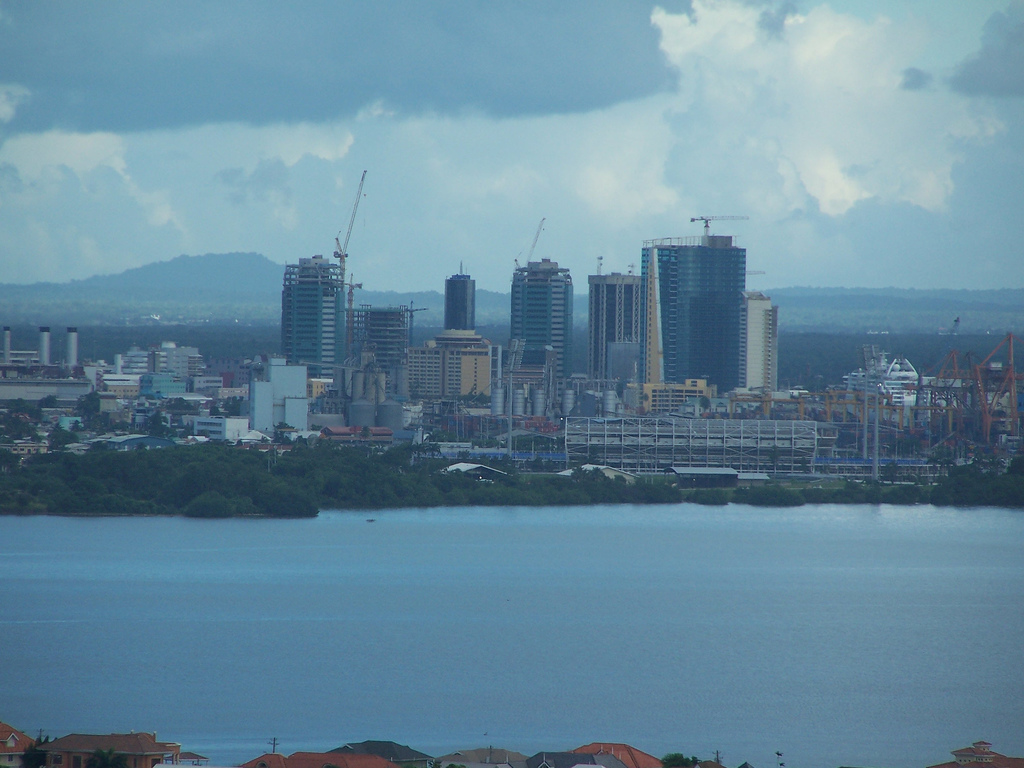
پرت آو اسپاین، پایتخت ترینیداد و توباگو

فهرست شهرهای قاره آمریکای شمالی

## پر جمعیت ترین

### پرجمعیت ترین شهرها
| رتبه | شهر                    | جمعیت     | سال سرشماری | کشور   |
| ۱    | مکزیکو سیتی            | ۸٬۸۷۳٬۰۱۷ | ۲۰۱۰        | مکزیک  |
| ۲    | نیویورک                | ۸٬۱۷۵٬۱۳۳ | ۲۰۰۷        | آمریکا |
| ۳    | لس‌آنجلس                | ۳٬۷۹۲٬۶۲۱ | ۲۰۱۰        | آمریکا |
| ۴    | شیکاگو                 | ۲٬۶۹۵٬۵۹۸ | ۲۰۱۰        | آمریکا |
| ۵    | تورنتو                 | ۲٬۵۰۳٬۲۸۱ | ۲۰۰۶        | کانادا |
| ۶    | هیوستون                | ۲٬۱۰۰٬۰۱۷ | ۲۰۱۰        | آمریکا |
| ۷    | مونترآل                | ۱٬۸۵۴٬۴۴۲ | ۲۰۰۶        | کانادا |
| ۹    | تیهوانا، مکزیک         | ۱٬۷۸۴٬۰۳۴ | ۲۰۰۹        | مکزیک  |
| ۹    | اکاتپک٬ استادو د مخیکو | ۱٬۶۵۸٬۸۰۶ | ۲۰۱۰        | مکزیک  |
| ۱۰   | فیلادلفیا              | ۱٬۵۵۶٬۳۹۶ | ۲۰۱۰        | آمریکا |

### پرجمعیت ترین کلان شهرها
| شهر              | جمعیت      | سال شهر شدن | کشور   |
| مکزیکو سیتی      | ۲۱٬۱۶۳٬۲۲۶ | ۲۰۰۹        | مکزیک  |
| نیویورک          | ۱۹٬۷۵۰٬۰۰۰ | ۲۰۰۹        | آمریکا |
| لس‌آنجلس          | ۱۲٬۸۷۵٬۵۸۷ | ۲۰۰۶        | آمریکا |
| شیکاگو           | ۹٬۷۸۵٬۷۴۷  | ۲۰۰۶        | آمریکا |
| دالاس-فورت وورث  | ۶٬۱۴۵٬۰۳۷  | ۲۰۰۷        | آمریکا |
| فیلادلفیا        | ۵٬۸۲۶٬۷۴۲  | ۲۰۰۶        | آمریکا |
| هیوستون          | ۵٬۶۲۸٬۱۰۱  | ۲۰۰۷        | آمریکا |
| تورنتو           | ۵٬۵۵۵٬۹۱۲  | ۲۰۰۶        | کانادا |
| South Florida    | ۵٬۴۱۳٬۲۱۲  | ۲۰۰۷        | آمریکا |
| واشینگتن دی. سی. | ۵٬۳۰۶٬۵۶۵  | ۲۰۰۷        | آمریکا |

## بر اساس کشور

### آروبا
- آرانجستان, آروبا

### باهاما
- ناسائو
- فری پورت

### باربادوس
- بریج‌تاون
- اسپیتس‌تاون

### بلیز
- بلیز سیتی
- بلموپان

### کانادا
- تورنتو
- مونترآل
- ونکوور
- اتاوا
- کالگری
- ادمونتون
- کبک (شهر)
- وینیپگ
- همیلتون (انتاریو)
- لندن (انتاریو)
- هالیفاکس

### کوبا
- هاوانا

### دومینیکا
- روسو

### جمهوری دومینیکن
- سانتو دومینگو
- سانتیاگو de los Caballeros
- پوئرتو پلاتا (شهر)

### السالوادور
- سان سالوادور
- San Miguel, السالوادور

### گرینلند
- نوک (گرینلند) Pop. ۱۴٬۵۰۱
- سیسیمیوت Pop. ۵٬۹۶۵
- ایلولیسات Pop. ۴٬۵۳۳
- کاکورتوک Pop. ۳٬۱۴۴
- آسیات Pop. ۳٬۱۰۰

### گواتمالا
- گواتمالاسیتی

### هائیتی
- پورتو پرنس
- Delmas, Ouest
- Carrefour, هائیتی
- کاپ-هائیتین
- Pétionville

### هندوراس
- تگوسیگالپا
- سن پدرو سولا
- Choloma
- لا سیبا
- El Progreso
- Choluteca, Choluteca
- Comayagua
- Puerto Cortés
- La لیما
- Danlí

### جامائیکا
- کینگستون
- مونتگوبی
- Spanish Town
- Portmore

### مکزیک
- مکزیکو سیتی
- گوادالاخارا، خالیسکو
- مونترری٬ نوئوو لئون
- پوئبلا٬ پوئبلا
- تیهوانا، مکزیک
- سیوداد خوارس٬ چیئوائوا
- لئون، گوآناخوآتو
- تورئون٬ کواویلا
- سن لوئیس پوتوسی
- مزاتلان، سینالوآ
- انسنادا، باخا کالیفرنیا

### نیکاراگوآ
- ماناگوآ
- León, نیکاراگوئه

### پورتوریکو
- سان خوآن

### سنت لوسیا
- کاستریس

### ترینیداد و توباگو
- پرت آو اسپاین

### جزایر تورکس و کایکوس
- کوک‌برن توون

### آمریکا
- نیویورک - جمعیت ۸٬۲۷۴٬۵۲۷
- لس‌آنجلس - جمعیت ۳٬۸۳۴٬۳۴۰
- شیکاگو - جمعیت ۲٬۸۳۶٬۶۵۸
- هیوستون - جمعیت ۲٬۰۹۹٬۴۵۱
- فیلادلفیا - جمعیت ۱٬۵۲۶٬۰۰۶
- فینیکس - جمعیت ۱٬۴۴۵٬۶۳۲
- سن‌آنتونیو - جمعیت ۱٬۳۲۷٬۴۰۱
- سن دیگو  - جمعیت ۱٬۳۰۷٬۴۰۲
- دالاس - جمعیت ۱٬۱۹۷٬۶۱۸
- سان‌خوزه، کالیفرنیا - جمعیت ۱٬۰۰۶٬۸۹۲
- دیترویت - جمعیت ۹۱۰٬۹۲۰
- جکسون‌ویل - جمعیت ۸۱۳٬۵۱۸
- سان‌فرانسیسکو - جمعیت ۸۰۸٬۹۷۷
- ایندیاناپولیس - جمعیت ۸۰۷٬۵۸۴
- آستین، تگزاس - جمعیت  ۷۸۶٬۳۸۲
- کلمبوس - جمعیت ۷۵۴٬۸۸۵
- شارلوت - جمعیت ۷۰۹٬۴۴۱
- بوستون - جمعیت ۶۴۵٬۱۶۹
- ال پاسو - جمعیت ۶۲۰٬۴۴۷
- دنور - جمعیت ۶۱۰٬۳۴۵
- واشینگتن دی. سی. - جمعیت ۵۹۹٬۶۵۷
- لاس‌وگاس - جمعیت ۵۶۷٬۶۴۱
- میامی
- کلیولند
- فورت وورث
- آتلانتا
- سیاتل، واشینگتن - جمعیت ۶۱۷٬۳۳۴
- پورتلند
- کانزاس‌سیتی
- سنت‌لوئیس
- اکلاهوما سیتی
- میلواکی - جمعیت  ۶۰۵٬۰۱۳
- پیتسبورگ
- برمینگهم، آلاباما
- لویی ویل

### جزایر ویرجین ایالات متحده
- شارلوت آمالی